# Abdullah Afeef

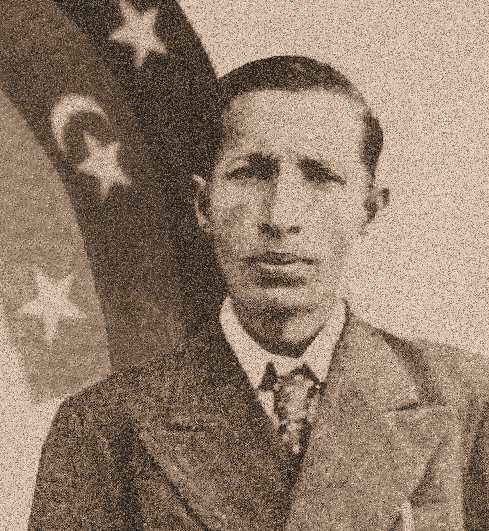

Abdullah Afeef (1916-1993) foi o presidente da República Unida da Suvadiva de 1959 a 1963. Seu nome local era Elha Didige Ali Didige Afifu. Nascido em Hithadhoo, Atol de Addu, Afeef era um indivíduo educado e respeitado de uma família de notáveis. Devido ao seu conhecimento da língua inglesa, atuou como tradutor para as forças armadas britânicas na base aérea de Gan no mesmo atol. 
Abdullah Afeef foi o primeiro e único presidente da República de Suvadiva, que não foi reconhecida internacionalmente e se separou em 1959 do Sultanato das Maldivas. O governo da nação separatista foi rudemente desmantelado pelos britânicos e representantes do governo das Ilhas Maldivas em 1963. Depois disso, Abdullah Afeef foi exilado para as Seychelles onde morreu cerca de quarenta anos mais tarde.